# Alexander Lyman Holley
Alexander Lyman Holley (20 de julho de 1832 — 29 de janeiro de 1882) foi um engenheiro mecânico estadunidense, membro fundador da American Society of Mechanical Engineers (ASME). Ele foi considerado o principal engenheiro e projetista de aço de sua época, especialmente reconhecido por suas contribuições à pesquisa do aço moderno para processos de manufatura.

## Biografia
Nascido em Lakeville, Connecticut, em 1832, Holley estudou na Universidade Brown. Durante seus 20 anos, Holley era um amigo próximo de Zerah Colburn, um conhecido engenheiro de locomotivas e jornalista.
Em 1857, os dois visitaram a Grã-Bretanha e a França e compilaram um relatório para os presidentes da American Railroads, The "The Permanent Way", publicado em 1858. O livro mais famoso de Holley foi "Um tratado sobre artilharia e armadura" publicado em 1865.
Holley foi um inventor criativo, que recebeu 15 patentes nos Estados Unidos. Dez desses quinze foram para melhorias no Conversor Thomas-Bessemer, pelo qual, em 1863, adquiriu seus direitos intelectuais nos Estados Unidos em nome de um consórcio de investidores. Logo depois, ele projetou e construiu várias fábricas da Bessemer em Nova York e na Pensilvânia. Ele também participou ou foi consultado na construção de muitos outros.
Holley foi presidente do Instituto Americano de Engenheiros de Mineração e vice-presidente da Sociedade Americana de Engenheiros Civis. Em 1880, Holley presidiu a primeira reunião dos fundadores da American Society of Mechanical Engineers (ASME) nos escritórios da American Machinist Society em 16 de fevereiro, da qual ele mais tarde se tornaria vice-presidente.
Em 1882, o Instituto Britânico de Ferro e Prata concedeu-lhe a Medalha de Ouro Bessemer por suas grandes contribuições para a indústria.

## Legado
A Medalha Holley é concedida pela Sociedade Americana de Engenheiros Mecânicos em sua homenagem. Ele recebeu várias homenagens, incluindo ser um membro honorário da American Society of Mechanical Engineers em 1892; e em 1890 um monumento foi erguido em Washington Square, Nova York.

## Publicações, seleção
- 1858: (com Zerah Colburn & Julius Bien) The permanent way and coal-burning locomotive boilers of European railways; with a comparison of the working economy of European and American lines, and the principles upon which improvement must proceed. New York, Holley & Colburn.
- 1860: (com J. K. Fisher) The economy of steam power on common roads ... with its history and practice in Great Britain.... and its progress in the United States,
- 1865: A treatise on ordnance and armor: embracing descriptions, discussions, and professional opinions concerning the material, fabrication, requirements, capabilities, and endurance of European and American guns for naval, sea-coast, and iron-clad warfare, and their rifling, projectiles and breech-loading
- 1867: American and European Railway Practice in the Economical Generation of Steam. David Van Nostrand.
- 1878: (com Lenox Smith) The works of the Cambria Iron Company. London : Offices of "Engineering".
- 1881: Report of the United States board appointed to test iron, steel, and other metals.
- 1885: (com Joseph Barba) The use of steel for constructive purposes: method of working, applying and testing plates and bars.

Publicações sobre Alexander Lyman Holley, sua vida e obra
- American Institute of Mining, Metallurgical, and Petroleum Engineers (1884) Holley, 1832-1882. Memorial of Alexander Lyman Holley, C. E., LL. D., president of the American institute of mining engineers, vice-president of the American society of civil engineers, vice-president of the American society of mechanical engineers ...etc., etc. Born July 20, 1832. Died January 29, 1882.
- Thomas J. Misa (1998) Nation of Steel: the Making of Modern America 1865–1925 no Google Livros
- John Mortimer (2005) Zerah Colburn the Spirit of Darkness no Google Livros Arima Publishing ISBN 1-84549-024-X